# Musikåret 1889

## Händelser

### Maj
- 29 - Helena Munktells opera I Firenze har premiär på Kungliga Teatern i Stockholm.

### November
- 20 - Gustav Mahlers Symphony nr. 1 har premiär i Budapest.
- 23 - Den första jukeboxen tas i bruk vid Palais Royale Saloon i San Francisco.

### Okänt datum
- Emile Berliner börjar sälja de första kommersiella grammofonskivorna.
- Joseph Kekuku på Hawaii uppfinner hawaiiansk steelguitar.

## Födda
- 11 april – Nick LaRocca, amerikansk kornettist och jazzpionjär.
- 20 maj – Felix Arndt, amerikansk pianist och kompositör.
- 2 juli – Åke Claesson, svensk skådespelare och sångare.
- 13 september – Arvid Petersén, svensk skådespelare, teaterregissör, kompositör, orkesterledare och sångare (baryton).
- 30 oktober – Erik Baumann, svensk filmmusikkompositör.

## Avlidna
- 1 februari – Joseph Gungl, 79, ungersk-tysk kompositör.
- 7 februari – Aurore von Haxthausen, 57, svensk pianist och kompositör.
- 26 februari – Karl Davydov, 51, rysk cellist och kompositör.
- 21 mars – Fanny Stål, 67, svensk pianist.
- 27 mars – Moritz Fürstenau, 64, tysk flöjtist och musikhistoriker.
- 4 augusti – Carl Amand Mangold, 75, tysk kompositör.
- 10 oktober – Adolph von Henselt, 75, tysk pianist och kompositör.